# Leocísio Júlio Sami
Leocísio Júlio Sami, mais conhecido por Sami, (Bissau, 18 de Dezembro de 1988) é um futebolista guineense que joga habitualmente como avançado. 

## Carreira
Tendo sido contratado em 2009 pelo Marítimo, começou o seu percurso no Marítimo B. Na época 2011/2012, é forte aposta de Pedro Martins para a equipa principal.Atualmente joga pelo FC Porto
Sami representou o elenco da Seleção Guineense de Futebol na Campeonato Africano das Nações de 2017.

## Títulos
CD Aves
- Taça de Portugal: 2017–18